# Epopeya del pueblo mexicano
Epopeya del Pueblo Mexicano, también conocida como Historia de México a través de los siglos, es un fresco del pintor mexicano Diego Rivera, realizado sobre los muros de la escalera principal del Palacio Nacional de México entre 1929 y 1935 bajo encargo de José Vasconcelos, el secretario de Educación Pública, en el marco del Renacimiento muralista mexicano. Fue restaurada en 2009 con ocasión de la preparación del Bicentenario de la Independencia de México y del Centenario de la Revolución Mexicana en 2010.
De una superficie total de 276 m², se compone de tres secciones: dos laterales de 7,49 m por 8,85 m, y una central de 8,59 m por 12,87 m. La parte derecha (al norte) representa el México prehispánico a través del mito de Ce Ácatl Topiltzin Quetzalcóatl en Tula; la parte central (al oeste), la más grande, representa México desde la conquista española hasta 1930; la parte izquierda (al sur) representa una visión marxista de México del siglo XX.

## Galería

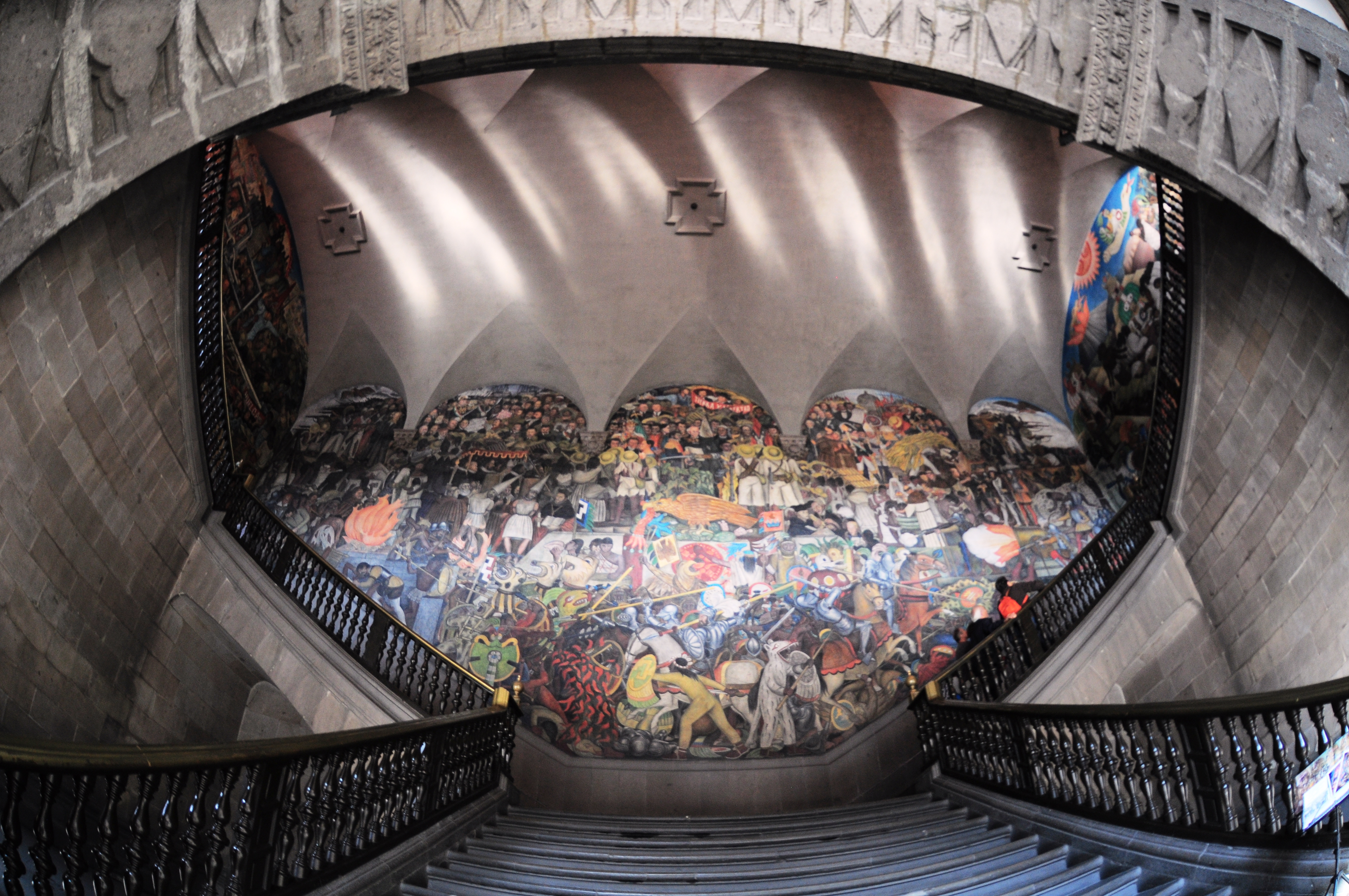
Vista general.
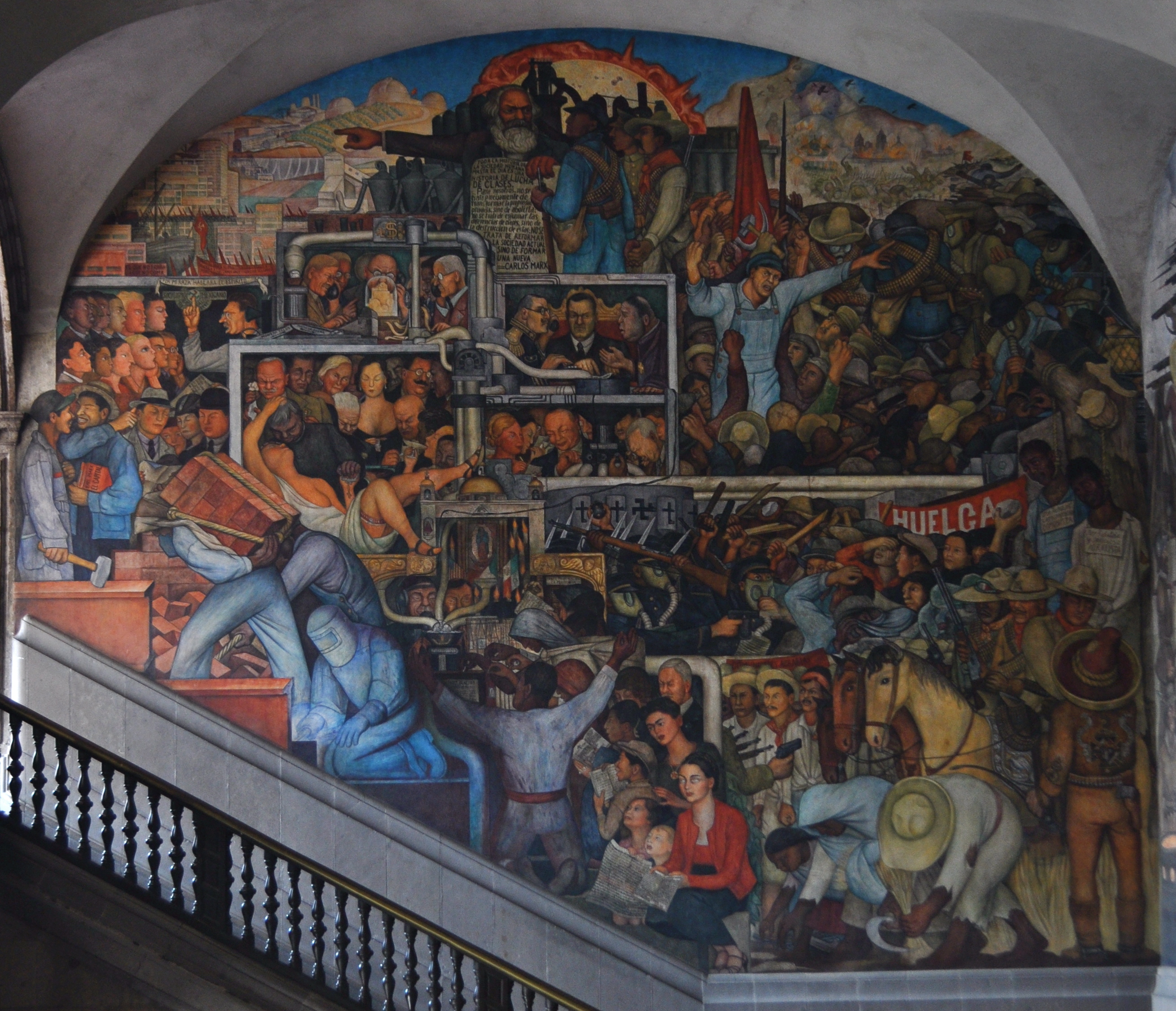
Parte izquierda : México de hoy y mañana (1934-1935).
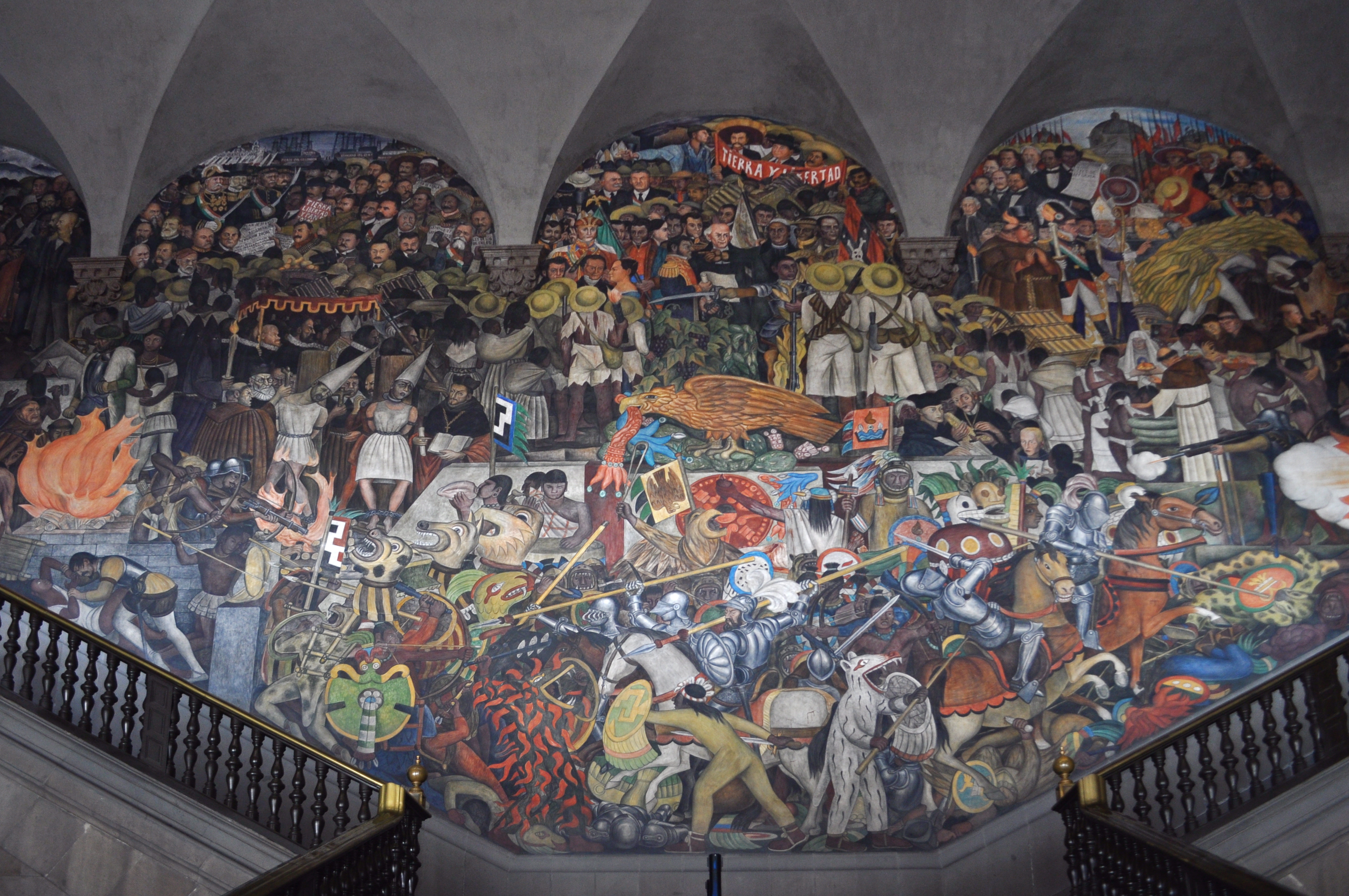
Extracto de la parte central : De la Conquista a 1930 (1929-1931).
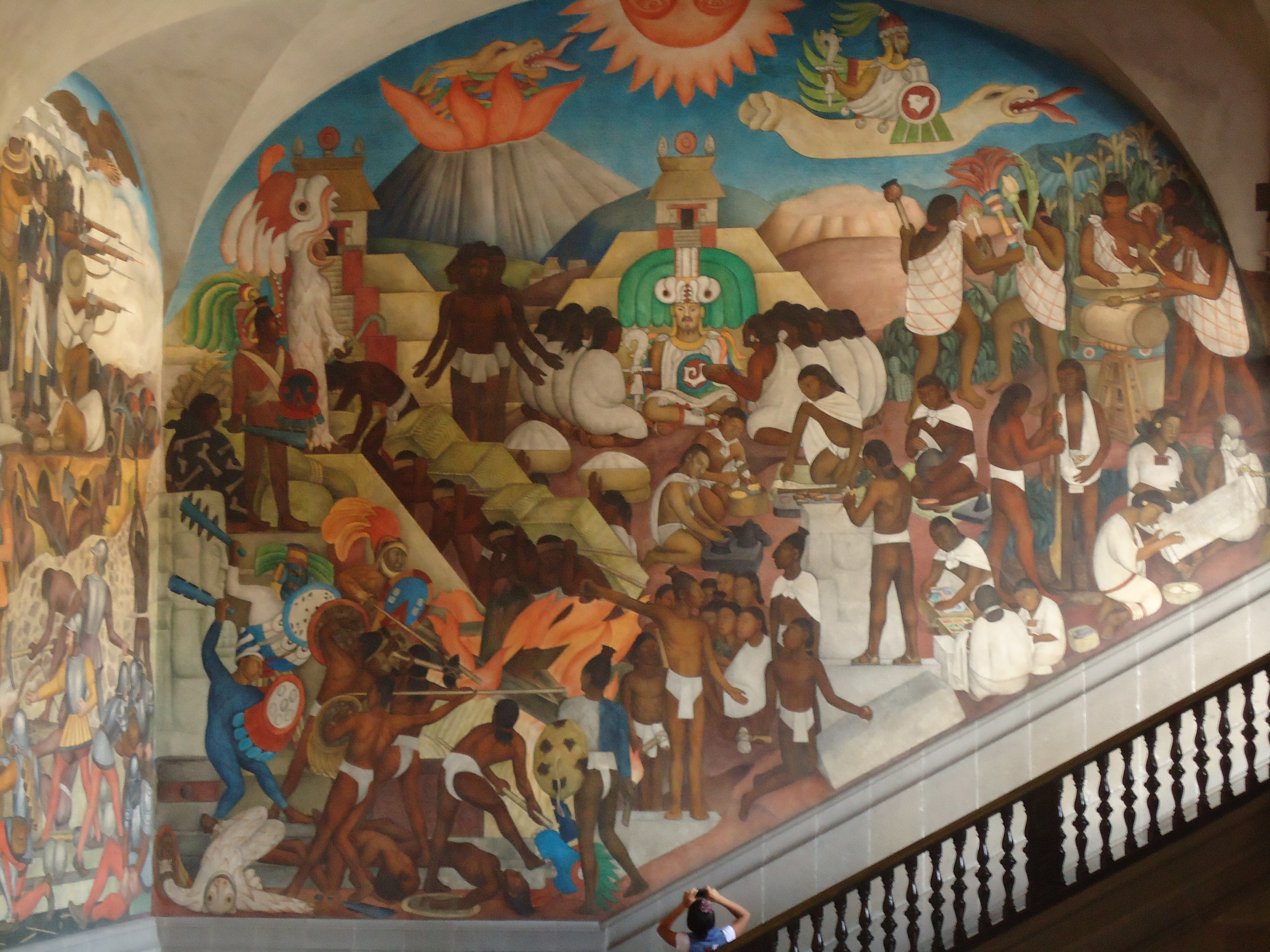
Parte derecha : México prehispánico (1929)[4]·.
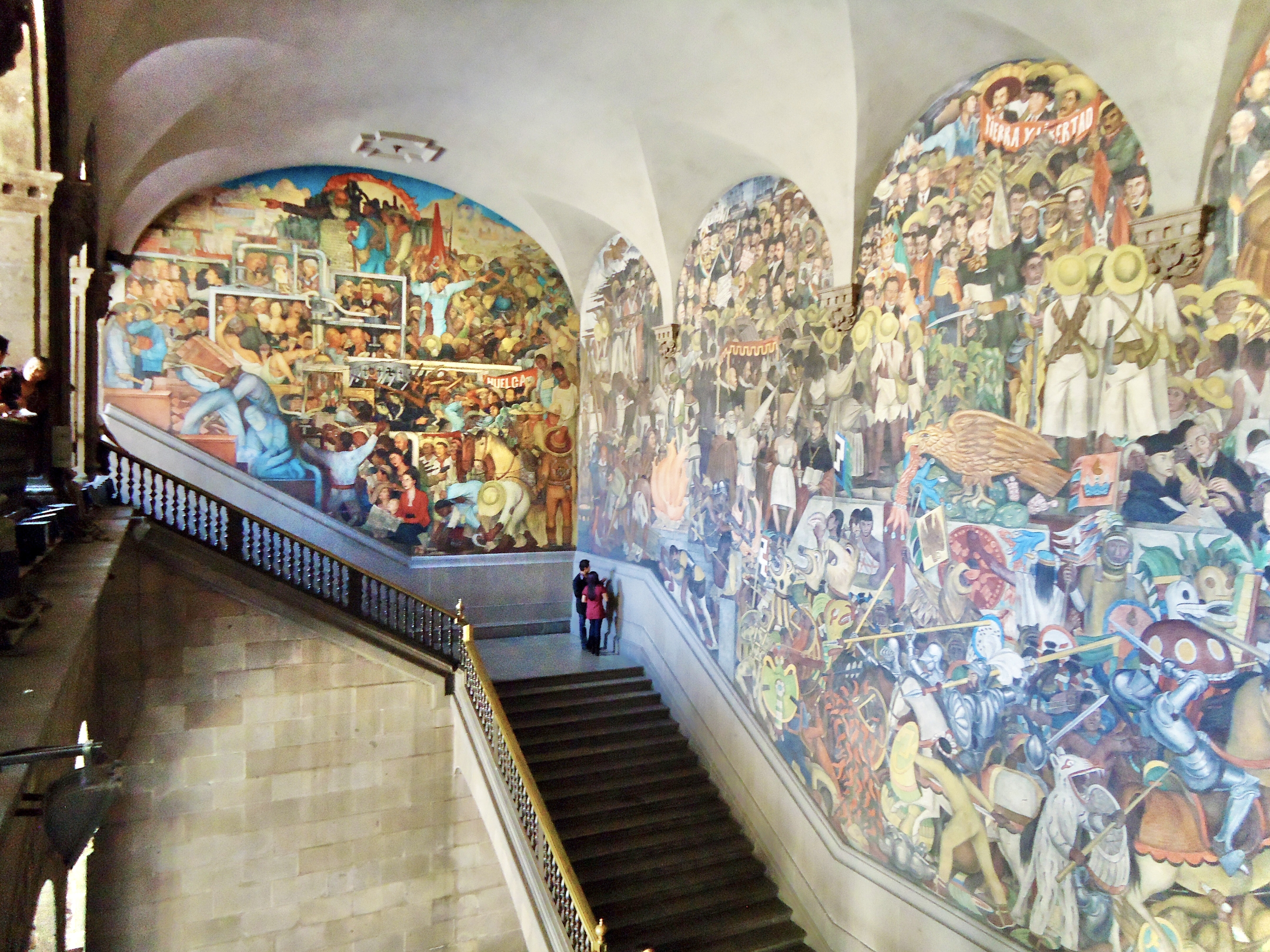
Vista general de la mitad izquierda del fresco.
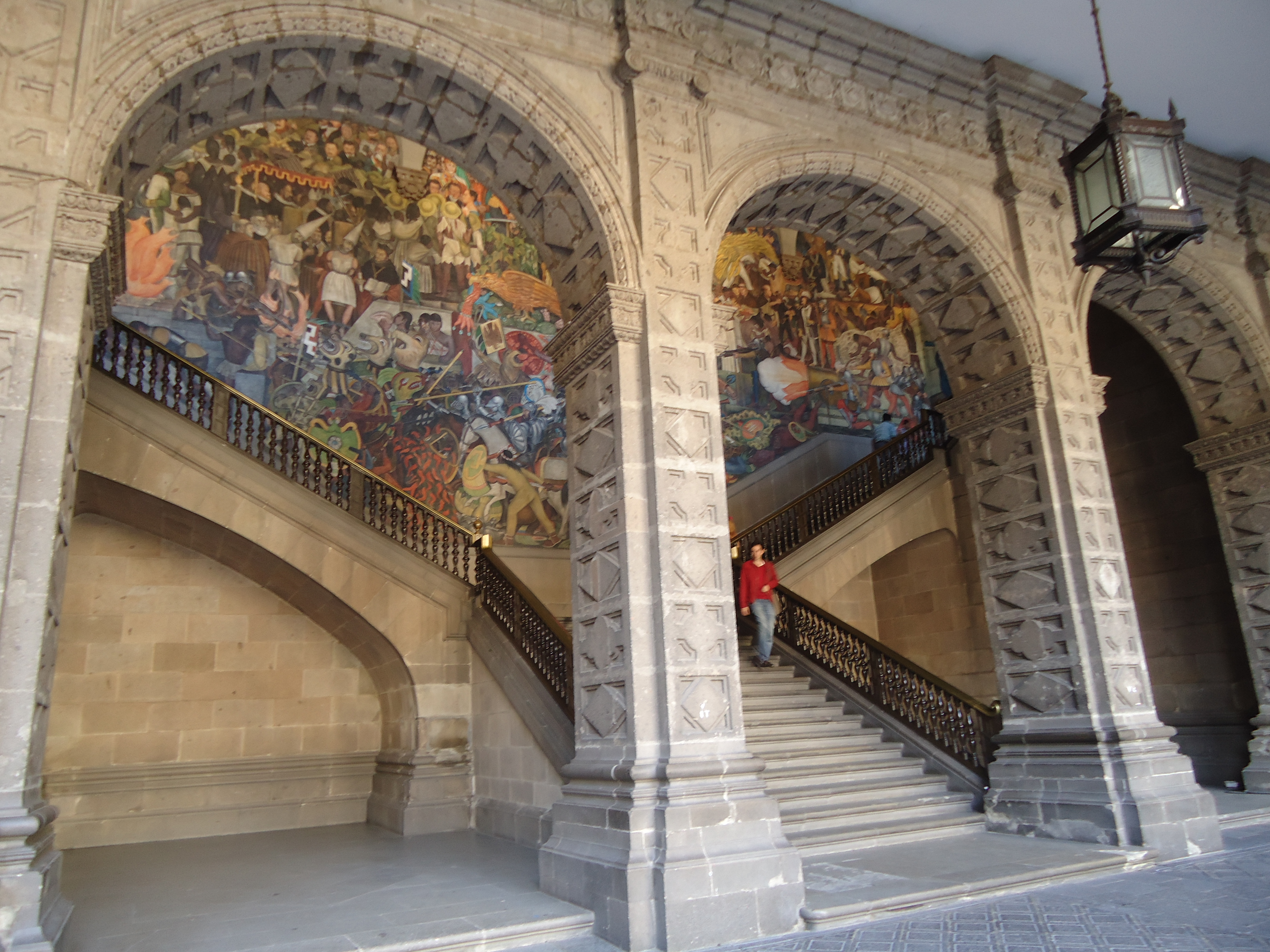
Vista desde abajo de las escaleras.